# Låkasjön
Låkasjön är den återstående resten av en större sjö, som nu är en våtmark genomfluten av Helge å i Älmhults kommun i Småland och ingår i Helge ås huvudavrinningsområde.